# Match des champions (vrouwen)
De Match des champions is een Franse bokaal in het damesbasketbal die in 2014 voor het eerst werd georganiseerd door de FFBB. Het is een basketbalwedstrijd tussen de landskampioen (Ligue féminine de basketball) en de bekerwinnaar (Coupe de France) van Frankrijk.

## Winnaars Match des champions
| Jaar | Plaats                                  | Winnaar                                 | Uitslag                                 | Tegenstander                            |
| ---- | --------------------------------------- | --------------------------------------- | --------------------------------------- | --------------------------------------- |
| 2014 | Parijs                                  | Tango Bourges Basket (B)                | 77 - 62                                 | Lattes Montpellier (L)                  |
| 2015 | Parijs                                  | Tango Bourges Basket (L)                | 63 - 60                                 | Lattes Montpellier (B)                  |
| 2016 | Parijs                                  | Lattes Montpellier (L)/(B)              | 63 - 57                                 | Tango Bourges Basket                    |
| 2017 | Parijs                                  | Tango Bourges Basket (B)                | 71 - 48                                 | ESBVA-LM (L)                            |
| 2018 | Parijs                                  | Tango Bourges Basket (L)/(B)            | 75 - 67                                 | Flammes Carolo Basket Ardennes          |
| 2019 | Parijs                                  | LDLC ASVEL féminin (L)                  | 70 - 64                                 | Tango Bourges Basket (B)                |
| 2020 | niet gehouden vanwege de Coronapandemie | niet gehouden vanwege de Coronapandemie | niet gehouden vanwege de Coronapandemie | niet gehouden vanwege de Coronapandemie |
| 2021 | Parijs                                  | Lattes Montpellier (B)                  | 79 - 69                                 | Basket Landes (L)                       |
| 2022 | Parijs                                  | Tango Bourges Basket (L)                | 76 - 68                                 | Basket Landes (B)                       |
| 2023 | Parijs                                  | Basket Landes (B)                       | 77 - 60                                 | LDLC ASVEL féminin (L)                  |
| 2024 | Nanterre                                | Tango Bourges Basket (B)                | 80 - 49                                 | ESBVA-LM (L)                            |

(L) = Landskampioen
 (B) = Bekerwinnaar